# Пон де л’Эро, Андре
Андре Пон де л'Эро (11 июня 1772, Сете — 1853) — французский писатель
, политик, революционер. 

## Биография
Андре Пон де л'Эро родился в семье трактирщика, желавшего видеть сына священником. В 10-летнем возрасте бежал из дома и стал юнгой на торговом судне. После начала Великой Французской революции поддержал её и вступил в армию. К 1790 году был морским офицером. Во время осады Тулона войсками Конвента (находясь там как представитель от Сете) познакомился с Наполеоном Бонапартом. После взятия Тулона, будучи горячим приверженцем Робеспьера, был заключён в тюрьму. После освобождения уехал воевать в Италию, затем был назначен капитаном корабля, попал в плен к англичанам. В 1798 году был избран членом Совета пятисот, но выборы эти были кассированы за недостижением Поном узаконенного возраста. 
За памфлет против директории «Pons а Barras» (1798) был изгнан из Парижа и служил во флоте; после 18 брюмера отставлен за сатиру на первого консула, поскольку, будучи убеждённым республиканцем, не принял переворота; с 1809 года был начальником копей на Эльбе, получив популярность среди рабочих, называвших его «наш отец», своими методами управления. Когда 4 мая 1814 года побеждённый Наполеон прибыл на Эльбу, оставался на этой должности; отношения между ними были сначала напряжёнными, но затем Наполеон начал выказывать уважение к верности Пона республиканским идеалам. В итоге Пон содействовал бегству императора во Францию и во время Ста дней получил титул графа Рио и место префекта Роны, играл важную роль в обороне Роны от Союзников. Затем в источниках его судьба описывается по-разному: он либо предложил Наполеону сопровождать его в изгнание на остров Святой Елены, но получил отказ и, будучи вынужден бежать из Франции, скитался шесть лет по Европе, или же возвратился после Ста дней на Эльбу, был схвачен австрийцами, в руках которых оставался следующие шесть лет. 
В 1821 году, так или иначе, он вернулся во Францию, получив амнистию от Июльской монархии, и был назначен префектом Юры, однако вскоре был уволен из-за конфликта с тогдашним военным министром маршалом Сультом. После установления республики в 1848 году был сделан канцлером государственного совета. В 1851 году выступил категорически против переворота, устроенного Луи-Наполеоном. 
Некоторые работы: «Le congrès de Châtilion» (Париж, 1825), «Histoire de la bataille et de la capitulation de Paris» (1828), «De la puissance suprême et du pouvoir souverain» (1848). Главным же трудом Пона являются его мемуары о жизни Наполеона на Эльбе и его бегстве во Францию.